# Bohren und der Club of Gore
A Bohren und der Club of Gore német dark ambient/jazz zenekar, amely 1992-ben alakult Mülheim an der Ruhr-ban. Alapító tagjai Thorsten Benning, Morten Gass, Robin Rodenberg és Reiner Henseleit, akik az együttes megalakulása előtt több hardcore punk zenekarban is játszottak. Henseleit 1996-ban kilépett a zenekarból, helyére Christoph Clöser került.

## Tagok
- Christoph Clöser – szaxofon, zongora,  Fender Rhodes zongora, vibrafon (1997-)
- Morten Gass – orgona, szintetizátor, mellotron, Fender Rhodes zongora, basszusgitár, vocoder
- Robin Rodenberg – basszusgitár, dupla basszusgitár

## Korábbi tagok
- Reiner Henseleit – elektromos gitár (1992-1996)
- Thorsten Benning – dob (1992-2015)

## Diszkográfia

### Albumok
- Gore Motel (1994)
- Midnight Radio (1995)
- Sunset Mission (2000)
- Black Earth (2002)
- Geisterfaust (2005)
- Dolores (2008)
- Piano Nights (2014)[3]
- Patchouli Blue (2020)

### Válogatáslemezek
- Bohren for Beginners (2016)[3]

### EP-k
- Bohren & der Club of Gore (1994)
- Schwarzer Sabbat Für Dean Martin (1994)
- Mitleid Lady (2010)
- Beileid (2011)[4]

### Demók
- Langspielkassette (Bohren néven) (1992)[5]
- Luder, Samba und Tavernen (1993)